# برشلونة 2–8 بايرن ميونخ
أُقيمت مباراة ربع نهائي دوري أبطال أوروبا 2019–20 بين برشلونة وبايرن ميونخ في 14 أغسطس 2020 في ملعب دا لوز في لشبونة، البرتغال. فاز بايرن ميونخ بالمباراة بنتيجة 8–2، مما جعلها أكبر انتصار بفارق الأهداف في دور ربع النهائي من نُسخة دوري أبطال أوروبا إلى جانب انتصار مانشستر يونايتد أمام روما بنتيجة 7–1 في موسم دوري أبطال أوروبا 2006–07.
تُعد أيضًا هي أكبر هزيمة لبرشلونة مُنذ 69 عامًا في عام 1951، عندما خسر 6–0 أمام إسبانيول في الدوري الإسباني موسم 1950–51. كما كانت هذه هي المرة الأولى التي يستقبل فيها برشلونة ثمانية أهداف في مباراة واحدة منذ 74 عامًا، عندما خسروا 8–0 أمام إشبيلية في كأس الملك 1946 (كأس الجنرال في ذلك الوقت). كما تُعد المناسبة الثانية في التاريخ التي يتلقى فيها برشلونة أكثر من أربعة أهداف في المسابقات الأوروبية بعد خسارتهم بنتيجة 5–4 أمام ليفسكي صوفيا في ربع نهائي كأس الاتحاد الأوروبي 1975–76 (الدوري الأوروبي حاليًا).
كان من المُفترض أن يُلعب هذا الدور في أبريل من العام نفسه على شكل مباراتين ذهابًا وإيابًا، وبسبب جائحة فيروس كورونا في أوروبا، فقد تقرر إقامتها من خلال مباراة واحدة، جنبًا إلى جنب مع دور نصف النهائي، وأن تٌقام في أغسطس في موعدها المُحدد، على أن تُلعب في أرضٍ محايدة في ملعب دا لوز في لشبونة، البرتغال. لُعبت المباراة خلف الأبواب المغلقة لذات السبب.

## خلفية
كانت المباريات بين برشلونة وبايرن ميونخ في وقت سابق مواجهات صعبة بين فريقين يُعتبران من أكثر الفرق تألقًا في أوروبا حيث سجل 26 هدفًا في أربعة مواجهات خروج المغلوب منذ 2008–09 في دوري أبطال أوروبا قبل هذه المباراة.

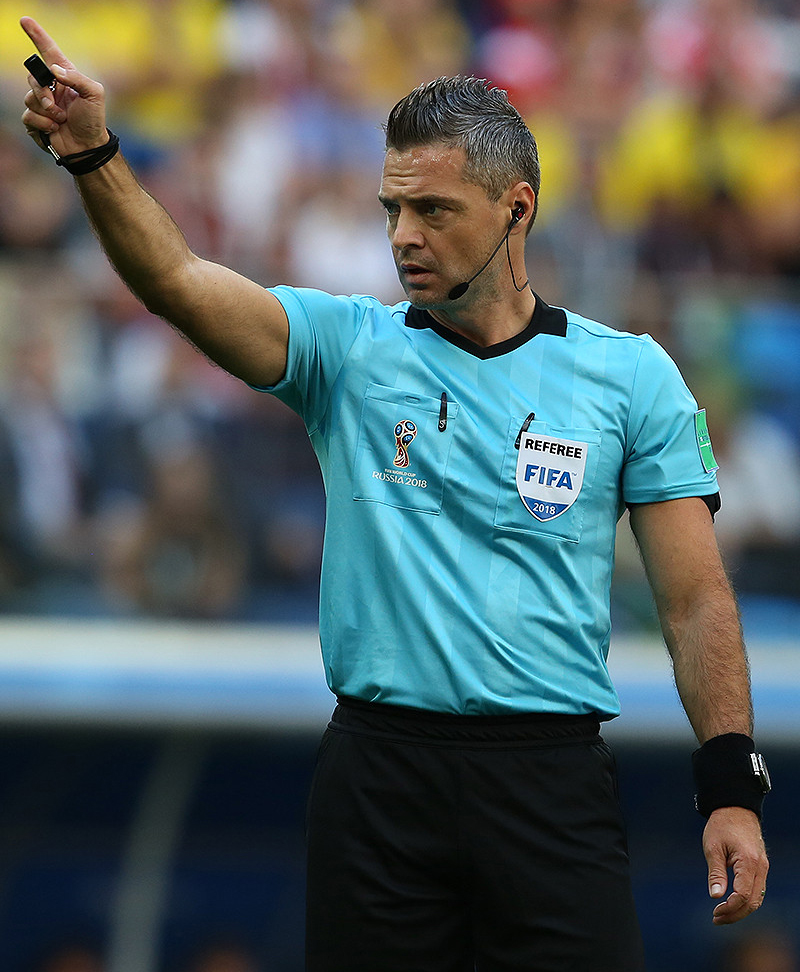
أدار الحكم السلوفيني دامير سكومينا المباراة.

### التاريخ
كانت هذه هي المرة الرابعة التي يتواجه بها الفريقان في مراحل خروج المغلوب في دوري أبطال أوروبا، والمرة الخامسة بشكل عام في البطولة في جميع الأدوار مُنذ 1998. والمرة السادسة في جميع البطولات الرسمية. تواجه الناديان لأول مرة في نصف نهائي كأس الاتحاد الأوروبي 1995–96 حيث انتصر بايرن ميونخ بنتيجة 4–3 في المجموع. تواجه الناديان مرة أخرى في دور المجموعات في موسم دوري أبطال أوروبا 1998–99 حيث انتصر بايرن ميونخ ذهابًا على أرضهم بنتيجة 1–0 وانتصروا كذلك إياباً خارج أرضهم بنتيجة 2–1، ليحتل البايرن صدارة المجموعة ويُرسل برشلونة إلى خارج المسابقة بعد أن احتل المركز الثالث. أما في الأدوار الإقصائية، فاز برشلونة 5–1 في مجموع المباراتين في ربع نهائي دوري أبطال أوروبا 2008–09، في مباراة الذهاب المقامة في الكامب نو فاز برشلونة بنتيجة 4–0، كانت الأهداف جميعها في الشوط الأول، ما دفع رئيس بايرن ميونخ فرانز بكنباور إلى الإدلاء بتصريحه: «ما رأيته في الشوط الأول هو بلا شك أسوأ كرة قدم في تاريخ بايرن»، تم طرد بيب غوارديولا مدرب برشلونة في مباراة الذهاب لاحتجاجه على البطاقة الصفراء الممنوحة لليونيل ميسي، وكان عليه أن يشاهد مباراة الإياب من المدرجات. هذه الهزيمة بالإضافة إلى الخسارة على أرضه من شالكه في الدوري، أدت في النهاية إلى إقالة مدرب البايرن يورغن كلينسمان. تواجه الناديان مرة أخرى في نصف نهائي 2013 وفاز البايرن بنتيجة 7–0 في مجموع المباراتين بما في ذلك الفوز 3–0 في كامب نو، ليكون بذلك أكبر فوز في مجموع مباراتي نصف النهائي في حقبة دوري أبطال أوروبا. بعد هذه المباراة لم يخسر برشلونة في أرضه في بطولة دوري الأبطال حتى 8 ديسمبر 2020 أمام يوفنتوس بنفس النتيجة 3–0، ليكون ثاني نادي في تاريخ المسابقة لم يخسر داخل أرضه بشكلٍ متتالي بإجمالي 38 مباراة، خلف بايرن ميونخ الذي لم يخسر في 43 مباراة متتالية بين عامي 1969 و1991. في 2014–15 انتصر برشلونة بمجموع 5–3 بمجموع المُباراتين في نصف النهائي، حيث كان مدرب بايرن ميونخ في ذلك الوقت هو بيب غوارديولا، مدرب برشلونة بين عامي 2008 و2012.

### الطريق إلى ربع النهائي
تأهل كًلًا من الفريقين من دور المجموعات الخاص بهما كمتصدرين بالمجموعة. واجه برشلونة بوروسيا دورتموند وإنتر ميلان وسلافيا براغ بينما فاز بايرن ميونخ في جميع مبارياته الست في دور المجموعات وحصد النقاط الكاملة بعد أن واجه توتنهام وأولمبياكوس والنجم الأحمر بجميع مبارياته الست في مرحلة المجموعات بما في ذلك فوز ساحق بنتيجة 7–2 على ملعب توتنهام. واجه برشلونة نابولي في دور الستة عشر وفاز بنتيجة 4–2 في مجموع المباراتين، بينما فاز بايرن ميونخ على تشيلسي بنتيجة 7–1 في مجموع المباراتين، حيث لُعِبَت مباريات الإياب لكلا الفريقين خلف أبواب مغلقة بسبب وباء جائحة فيروس كورونا 2020.

## مباراة

### ملخص
لُعبت المباراة في 14 أغسطس 2020 من خلال مباراة واحدة بنظام خروج المغلوب في ملعب دا لوز في لشبونة، البرتغال. حيث قرر الاتحاد الأوروبي استكمال بقية الموسم في دوري أبطال أوروبا 2019–20 والدوري الأوروبي 2019–20 اللذان توقفا مُنذ مارس بسبب جائحة فيروس كورونا 2019–20 في ملاعب محايدة في بلدين مختارين. تم اختيار لشبونة، البرتغال كمدينة لاستكمال دوري أبطال أوروبا من خلال ملعب دا لوز وملعب خوسيه ألفالادي والمباراة النهائية تكون في ملعب دا لوز.
سجل بايرن ميونخ أربعة أهداف في الشوط الأول وأضاف رباعية أخرى في الشوط الثاني، استقبل البايرن الهدف الأول في الشوط الأول من هدف عكسي من دافيد ألابا، وسجل لويس سواريز هدف برشلونة الثاني في الشوط الثاني.

#### الشوط الأول
في الدقائق العشر الأولى، وضع توماس مولر بايرن ميونخ في المقدمة بعد تمريرة واحد-إثنين مع روبرت ليفاندوفسكي الذي فشل دفاع برشلونة في إيقافهم. لكن دافيد ألابا سدد كرة عرضية من جوردي ألبا في مرماه ليُعادل النتيجة، قبل أن يضيع برشلونة فرصتين ذهبيتين بعد أن تصدى مانويل نوير لكرة لويس سواريز وسدد ليونيل ميسي في القائم بتسديدة ملتفة كان يهدف بها إلى عرضية.

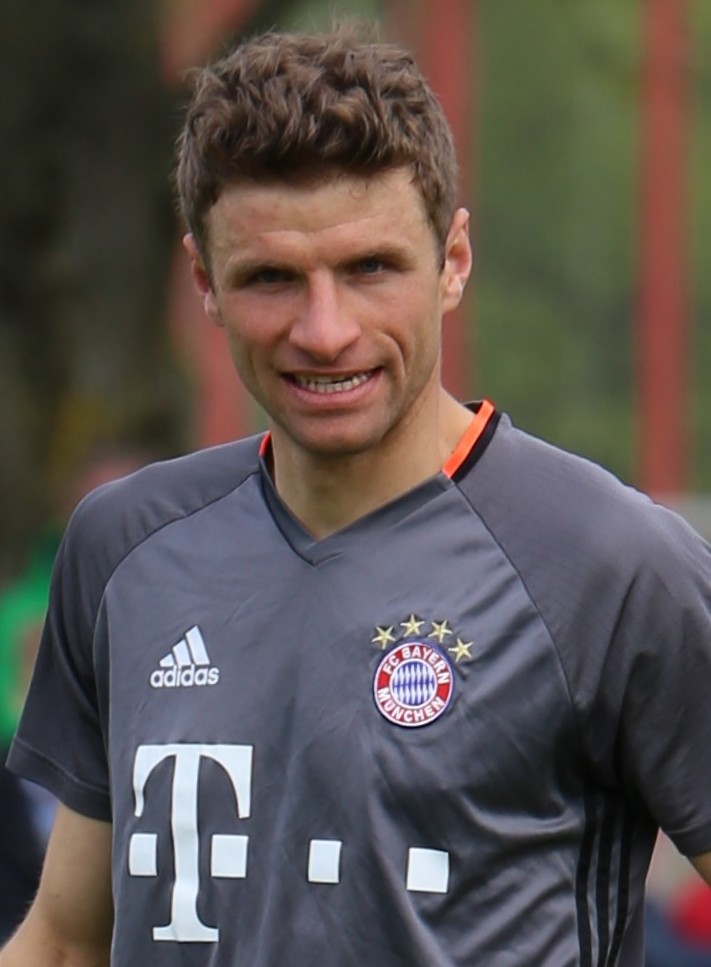
فاز توماس مولر بجائزة رجل المباراة.

في الدقائق التالية، سدد إيفان بيريسيتش تسديدة قوية جانبية سكنت الشباك في الدقيقة 21 لبايرن ميونخ، بتمريرة من سيرج غنابري بعد خطأ في التمرير من سيرجي روبيرتو، وسجل سيرج غنابري الثالث بعد كرة خادعة من ليون جوريتزكا في الدقيقة 27، بينما أضاف توماس مولر سريعًا الهدف الرابع بعد أربع دقائق من عرضية يوزوا كيميش.

#### الشوط الثاني
في الشوط الثاني، سدد لويس سواريز في الزاوية اليسرى السفلية ليُسجل هدف برشلونة الثاني، بتمريرة من جوردي ألبا في الدقيقة 57 حيث منح الفريق الإسباني بصيص أمل، لكن البايرن عاد من جديد وسجل الخامس عن طريق يوزوا كيميش في الدقيقة 63، بعد مهارة مذهلة وسرعة وتسليم ممتاز من ألفونسو ديفيز، والذي استطاع الاختراق والتحرر من مراقبة نيلسون سيميدو على حافة منطقة الجزاء، وتًصبح النتيجة النتيجة 5–2 للألمان. سجل بايرن ميونخ ثلاثة أهداف في الدقائق العشر الأخيرة من المباراة، حيث سجل المهاجم المتألق روبرت ليفاندوفسكي الذي كان هادئًا في معظم الشوط الثاني، برأسه هدفه الرابع عشر في دوري أبطال أوروبا 2019–20 من تمريرة قريبة من فيليبي كوتينيو في الدقيقة 82. سجل فيليبي كوتينيو لاعب برشلونة المعار أخر هدفين في المباراة. أولاً، من تسديدة بالقدم اليمنى من وسط منطقة الجزاء إلى الزاوية اليسرى السفلية من تمريرة توماس مولر في الدقيقة 85. ثانيًا، تسديدة بالقدم اليسرى من مسافة قريبة جدًا إلى الزاوية اليسرى السفلية في الدقيقة 89، من تمريرة رأسية من لوكاس هيرنانديز.

### تفاصيل
| برشلونة                        | 2–8   | بايرن ميونخ                                                                                |
| ------------------------------ | ----- | ------------------------------------------------------------------------------------------ |
| - ألابا 7' (هـ.ذ) - سواريز 57' | تقرير | - مولر 4'، 31' - بريسيتش 22' - غنابري 27' - كيميش 63' - ليفاندوفسكي 82' - كوتينيو 85'، 89' |

| برشلونة | بايرن ميونخ |

| GK         | 1  | تير شتيغن       |       |     |
| RB         | 2  | نيلسون سيميدو   |       |     |
| CB         | 3  | جيرارد بيكيه    |       |     |
| CB         | 15 | كليمان لينغليه  |       |     |
| LB         | 18 | جوردي ألبا      | 58'   |     |
| CM         | 20 | سيرجي روبيرتو   |       | 46' |
| CM         | 5  | سيرجيو بوسكيتس  |       | 70' |
| CM         | 21 | فرينكي دي يونغ  |       |     |
| AM         | 22 | أرتورو فيدال    | 90+2' |     |
| CF         | 10 | ليونيل ميسي (ق) |       |     |
| CF         | 9  | لويس سواريز     | 54'   |     |
| البدلاء:   |    |                 |       |     |
| GK         | 13 | نيتو            |       |     |
| GK         | 26 | إينياكي بينيا   |       |     |
| DF         | 24 | جونيور فيربو    |       |     |
| DF         | 35 | رونالد أراوخو   |       |     |
| DF         | 44 | أوسكار مينجويزا |       |     |
| MF         | 28 | ريكي بويج       |       |     |
| MF         | 42 | رامون خيمينيز   |       |     |
| MF         | 46 | لودوفيت ريس     |       |     |
| MF         | 4  | إيفان راكيتيتش  |       |     |
| FW         | 31 | أنسو فاتي       |       | 70' |
| FW         | 17 | أنطوان غريزمان  |       | 46' |
| FW         | 11 | عثمان ديمبيلي   |       |     |
| المدرب:    |    |                 |       |     |
| كيكي سيتين |    |                 |       |     |

| GK         | 1  | مانويل نوير (ق)   |     |     |
| RB         | 32 | يوزوا كيميش       | 85' |     |
| CB         | 17 | جيروم بواتينغ     | 43' | 76' |
| CB         | 27 | دافيد ألابا       |     |     |
| LB         | 19 | ألفونسو ديفيس     | 52' | 83' |
| CM         | 18 | ليون غوريتسكا     |     | 83' |
| CM         | 6  | تياغو ألكانتارا   |     |     |
| RW         | 22 | سيرج غنابري       |     | 76' |
| AM         | 25 | توماس مولر        |     |     |
| LW         | 14 | إيفان بيريشيتش    |     | 67' |
| CF         | 9  | روبرت ليفاندوفسكي |     |     |
| البدلاء:   |    |                   |     |     |
| GK         | 26 | زفن أولرايش       |     |     |
| GK         | 36 | رون توربين هوفمان |     |     |
| DF         | 2  | ألفارو أودريوزولا |     |     |
| DF         | 4  | نيكلاس زوله       |     | 76' |
| DF         | 21 | لوكاس هيرنانديز   |     | 83' |
| MF         | 8  | خافي مارتينيز     |     |     |
| MF         | 10 | فيليبي كوتينيو    |     | 76' |
| MF         | 11 | ميكائيل كويزانس   |     |     |
| MF         | 24 | كورينتين توليسو   |     | 83' |
| MF         | 42 | جمال موسيالا      |     |     |
| FW         | 29 | كينغسلي كومان     |     | 67' |
| FW         | 35 | جوشوا زيركزي      |     |     |
| المدرب:    |    |                   |     |     |
| هانسي فليك |    |                   |     |     |

| رجل المباراة: توماس مولر (بايرن ميونخ) الحكام المساعدين: يوري برابروتنك (سلوفينيا) روبرت فوكان (سلوفينيا) الحكم الرابع: أرتور سواريس دياز (البرتغال) حكام الفار: ماسيمليانو إيراتي (إيطاليا) مساعد حكم الفار: ماركو غويدا (إيطاليا) | قواعد المباراة - مباراة من 90 دقيقة. - 30 دقيقة وقت إضافي مقسمة إلى شوطين في حال انتهاء الوقت الأصلي بالتعادل. - ركلات الجزاء الترجيحية في حال استمرار التعادل. - اثنا عشر لاعب بديل. - الحد الأقصى المسموح به بالتبديلات هو خمسة، مع السماح بسادس في الوقت الإضافي. |

### إحصائيات
| الإحصائيات           | برشلونة | بايرن ميونخ |
| -------------------- | ------- | ----------- |
| الأهداف              | 1       | 4           |
| إجمالي التسديدات     | 4       | 14          |
| التسديدات على المرمى | 3       | 7           |
| التصديات             | 3       | 3           |
| استحواذ الكرة        | 52%     | 48%         |
| الركلات الركنية      | 4       | 6           |
| الأخطاء المرتكبة     | 3       | 12          |
| التسلل               | 2       | 1           |
| البطاقات الصفراء     | 0       | 1           |
| البطاقات الحمراء     | 0       | 0           |

| الإحصائيات           | برشلونة | بايرن ميونخ |
| -------------------- | ------- | ----------- |
| الأهداف              | 1       | 4           |
| إجمالي التسديدات     | 3       | 12          |
| التسديدات على المرمى | 2       | 6           |
| التصديات             | 2       | 1           |
| استحواذ الكرة        | 47%     | 53%         |
| الركلات الركنية      | 2       | 3           |
| الأخطاء المرتكبة     | 10      | 10          |
| التسلل               | 2       | 1           |
| البطاقات الصفراء     | 3       | 2           |
| البطاقات الحمراء     | 0       | 0           |

| الإحصائيات           | برشلونة | بايرن ميونخ |
| -------------------- | ------- | ----------- |
| الأهداف              | 2       | 8           |
| إجمالي التسديدات     | 7       | 26          |
| التسديدات على المرمى | 5       | 13          |
| التصديات             | 5       | 4           |
| استحواذ الكرة        | 49%     | 51%         |
| الركلات الركنية      | 6       | 9           |
| الأخطاء المرتكبة     | 13      | 22          |
| التسلل               | 4       | 2           |
| البطاقات الصفراء     | 3       | 3           |
| البطاقات الحمراء     | 0       | 0           |

## بعد المباراة
عانى برشلونة من أكبر خسارة له منذ 69 عامًا، وكانت هذه هي المرة الأولى التي تتلقى فيها شباك الفريق أكثر من 5 أهداف في مباراة في دوري أبطال أوروبا، وأسوأ هزيمة له منذ الخسارة 8–0 أمام إشبيلية في عام 1946. من ناحية أخرى، واصل بايرن ميونخ مسيرته بالفوز في جميع مباريات دوري أبطال أوروبا التي خاضها في موسم واحد.
الأهداف الثمانية التي سجلها بايرن ميونخ هي أكبر عدد يسجله فريق في مباراة خروج المغلوب في دوري أبطال أوروبا منذ فوز ريال مدريد على سواروفسكي تيرول بنتيجة 9–1 في مباراة دور الـ 16 في موسم 1990–91. كما يُعتبر أكبر فوز فارق الأهداف في ربع النهائي في النسخة الحديثة من بطولة دوري أبطال أوروبا، جنبًا إلى جنب، مع انتصار مانشستر يونايتد أمام روما في موسم 2006–07 بنتيجة 7–1.
أصبح روبرت ليفاندوفسكي مهاجم بايرن ميونخ أول لاعب يسجل في ثماني مباريات متتالية أو أكثر في دوري أبطال أوروبا منذ كريستيانو رونالدو في أبريل 2018 (11 مباراة)، بينما أصبح مدرب بايرن ميونخ هانسي فليك ثالث مدرب فقط في تاريخ دوري أبطال أوروبا يفوز بأول ست مباريات له كمدرب للفريق، بعد فابيو كابيلو في 1992–93 ولويس فرنانديز في 1994–95.
تمت مقارنة المباراة أيضًا بمباراة نصف نهائي كأس العالم 2014 بين البرازيل وألمانيا التي فاز بها الألمان بنتيجة 7–1، حيث كانت بنفس مستوى المفاجأة. حيث في تلك المباراة افتتح توماس مولر أيضًا التسجيل بينما كان هانسي فليك مساعد مدرب ألمانيا في تلك المباراة، عطفًا على ما سبق، فقد شارك في تلك المباراة أيضًا جيروم بواتينغ ومانويل نوير.
صرح مدافع برشلونة جيرارد بيكيه أن النادي يحتاج إلى تغييرات هيكلية على جميع المستويات، بينما وصفها رئيس النادي جوسيب ماريا بارتوميو بأنها «كارثة». بعد أربعة أيام من المباراة، أقال برشلونة مدربه كيكي سيتين. تبع ذلك بيوم واحد إقالة المدير الرياضي بالنادي إريك أبيدال. تم تعيين رونالد كومان كمدرب بديلًا لسيتين، حيث لعب كومان للنادي من العام 1989 حتى 1996، كما أصبح مساعد للمدرب لويس فان خال في الفترة ما بين 1998 حتى 2000. بسبب هذه الهزيمة الثقيلة، أعرب ليونيل ميسي قائد برشلونة رسميًا عن رغبته في مغادرة النادي، حيث علل بقراره بسبب الفشل في المنافسة على لقب دوري أبطال أوروبا بعد خروجين سابقين في المسابقة (0–3 ضد روما في ربع نهائي 2017–18، و0–4 ضد ليفربول في نصف نهائي 2018–19)، وأردف قائلًا: «"أريد أن تكون نظرتي أبعد وأريد التنافس على أعلى مستوى، والفوز بالألقاب، والتنافس في دوري أبطال أوروبا، يمكنك الفوز أو الخسارة فيه لأنه صعب جدًا ولكن عليك أن تنافس على الأقل من أجله ودعنا لا ننهار في روما وليفربول ولشبونة. كل هذا دفعني للتفكير في ذلك القرار الذي أرغب في تنفيذه.».
على الرغم من أن ميسي انتهى الأمر به بالبقاء في الصيف، إلا أن المباراة كانت الأخيرة لعدد من اللاعبين الأساسيين الآخرين، مثل؛ لويس سواريز، إيفان راكيتيتش، أرتورو فيدال ونيلسون سيميدو، عطفًا على رحيل ميسي من النادي بعد ما يُقارب عامًا كاملًا من هذه المباراة.
تمكن بايرن ميونخ من الفوز بلقبه السادس في المسابقة بعد فوزه 1–0 على باريس سان جيرمان في النهائي. حقق البايرن في هذا الموسم أيضًا الدوري الألماني وكأس ألمانيا، ليُحقق ثاني ثلاثية في تاريخ النادي، بعد أن حققها للمرة الأولى في موسم 2012–13. حقق البايرن في الموسم التالي كأس السوبر الألماني وكأس السوبر الأوروبي وكأس العالم للأندية ليكون ثاني نادي في التاريخ يُحقق السداسية الكاملة بعد برشلونة في موسم 2008–09.
التقى الفريقان مرة أخرى بعد عام واحد في مرحلة المجموعات في دوري أبطال أوروبا 2021–22، والتي شهدت فوز بايرن ميونيخ مرة أخرى بنتيجة 3–0 في كلتا المباراتين بمجموع 6–0 في الإجمالي، ليعزز البايرن صدارته في المجموعة بعد أن فاز في جميع المباريات الست، ويُرسل برشلونة في نهاية المطاف إلى الدوري الأوروبي للمرة الأولى منذ سبعة عشر عامًا، مما أدى إلى تفاقم الأزمات داخل الفريق. أشارت ماركا إلى أن هبوط برشلونة إلى الدوري الأوروبي جاء تتويجًا لـ «حقبة مجيدة كانت تقترب من نهايتها». في الموسم التالي، تواجه الفريقان مرةً أخرى في مرحلة المجموعات في دوري أبطال أوروبا 2022–23، ليُكرر البايرن ما فعله في الموسم السابق بفوزه على برشلونة ذهابًا في ملعبه بنتيجة 2–0 وإيابًا خارج ملعبه بنتيجة 3–0، بمجموع 5–0 في الإجمالي، ليُساهم في إرسال برشلونة مُجددًا في نهاية المطاف إلى الدوري الأوروبي. وتكون المرة الأولى التي يخرج فيها برشلونة من دور المجموعات مرتين على التوالي مُنذ 24 عامًا (في موسمي 1997–98 و1998–99 على التوالي). بعد الخسارة من البايرن في الكامب نو في الجولة الخامسة وتأكد إقصاء برشلونة من دور المجموعات للمرة الثانية على التوالي، صرحت صحيفة إل موندو ديبورتيفو الكتالونية بأن «بايرن ميونخ ترك برشلونة بشعور أنه بعيد بسنوات ضوئية عن القوى الأوروبية الكبرى».
في 2024، أصبح هانزي فليك، المُدرب الذي تسبب في خسارة برشلونة بنتيجة 2–8، مدربًا لبرشلونة حتى عام 2026.